# LastPass
LastPass es una aplicación de gestor de contraseñas, La versión estándar de LastPass viene con una interfaz web, pero también incluye complementos para varios navegadores webs y aplicaciones para muchos teléfonos inteligentes. También incluye soporte para bookmarklets.
Fundada en 2008 por cuatro desarrolladores. Lastpass fue adquirida por GoTo (anteriormente LogMeIn Inc.) por 110 millones de dólares en 2015. LastPass se escindió de GoTo y se convirtió en una empresa independiente en 2024.
LastPass sufrió importantes incidentes de seguridad entre 2011 y 2022. En particular, a fines de 2022, se vulneraron datos de usuarios, información de facturación y bóvedas (con algunos campos encriptados y otros no), lo que llevó a muchos profesionales de seguridad a pedir a los usuarios que cambiaran todas sus contraseñas y se pasaran a otros administradores de contraseñas.
El objetivo de LastPass es resolver el problema de la fatiga de contraseñas centralizando la gestión de usuario y contraseña en la nube.

## Descripción
Las contraseñas en LastPass Password Manager son protegidas por una contraseña maestra, son cifradas localmente y son sincronizadas a cualquier otro navegador soportado. La información se cifra con cifrado AES-256 con PBKDF2 SHA-256, hashes con sal y la capacidad de aumentar el valor de las iteraciones de contraseña. El cifrado y descifrado se realiza a nivel de dispositivo. LastPass ofrece un complementador automático de formularios web para automatizar la autenticación y generar nuevas altas en sitios web, todo ello con generación automática de contraseñas.
Almacena las contraseñas encriptadas en la nube, desarrollado originalmente por la empresa Marvasol, Inc. Se encuentra disponible como extensión para Internet Explorer 6+, Firefox, Google Chrome, Opera, Safari.

## Características
- Contraseña Maestra
- Sincronización entre navegadores
- Generación de contraseñas seguras
- Encriptación de contraseñas
- Cumplimentador de formularios web
- Importación y exportación de contraseñas
- Autenticación multifactor (Google Authenticator)
- Verificación por Huella dactilar
- Disponibilidad multiplataforma (y versiones móviles para usuarios premium)
- Acceso móvil disponible.

## Código fuente
LastPass está desarrollado bajo el modelo de código fuente cerrado, aunque muchas de sus extensiones pueden ser ejecutadas en modo no binario donde el código fuente se encuentra disponible, pero sobre los que LastPass mantiene todos sus derechos.
Uno de los desarrolladores de LastPass, Sameer, ha argumentado que teóricamente la integridad del software podría ser verificada sin convertirlo en código abierto, y mencionó que los desarrolladores podrían ver abierta en el futuro la posibilidad de acceder al código de la Interfaz de usuario de LastPass.

## Controversia
En febrero de 2021, el investigador alemán Mike Kuketz afirmó encontrar en la aplicación 7 rastreadores de datos para propósitos de Marketing que desvelan datos como el modelo del dispositivo, si este cuenta con los datos biométricos encendidos, etc. El investigador recomienda dejar de usar la aplicación, ya que tales rastreadores pueden desencadenar a potenciales vulnerabilidades de seguridad.